# Governatorato di Kébili
Il governatorato di Kébili è uno dei 24 governatorati della Tunisia. Venne istituito nel 1981 e si trova nella parte meridionale del paese, al confine con l'Algeria; suo capoluogo è Kébili.

## Città e villaggi
- Douz
- Djemna
- El Golâa
- Kébili
- Souk El Ahed